# 조이 리
즈와 리(Joie Lee, 영어 발음: /ʒwɑː/, 1962년 6월 22일 ~ )는 미국의 배우, 각본가, 영화 제작자, 작가이다. 스파이크 리의 동생이다.
뉴욕에서 태어났다.

## 출연 작품
- 풀 그로운 맨 (2006년)
- 보이지 않는 아이들 (2005년)
- 그녀는 날 싫어해 (2004년)
- 커피와 담배 (2003년) - segment 쌍둥이 - 굿 트윈 역
- 썸머 오브 샘 (1999년)
- 버스를 타라 (1996년)
- 모정 (1995년)
- 아버지와 아들 (1992년)
- 사랑의 도피처 (1990년)
- 모베터 블루스 (1990년)
- 스쿨 데이즈 (1988년)
- 그녀는 그것을 좋아해 (1986년)
- 커피와 담배 2 (1986년)